# Isaia 7:14
Isaia 7:14 este un verset din Cartea lui Isaia care apare în Biblia ebraică și în Vechiul Testament creștin; el este adesea obiectul disputelor dintre creștini și evrei.

## Biblia ebraică
Textul ebraic al versetului „Isaia7:14” este:

לָכֵן יִתֵּן אֲדֹנָי הוּא לָכֶם אוֹת הִנֵּה הָעַלְמָה הָרָה וְיֹלֶדֶת בֵּן וְקָרָאת שְׁמוֹ עִמָּנוּאֵל

Traducerea și înțelesul acestui verset sunt obiect al disputei, în special între savanții evrei și creștini. Traducerea în limba română a acestui verset cu transliterarea cuvintelor ebraice aflate în dispută și a înțelesurilor lor este:

"Prin urmare, eu Domnul Însumi vă voi da un semn: iată, ha-almah [adolescenta sau virgina] harah [este gravidă sau este pe cale să rămână gravidă sau va concepe], și va da naștere unui fiu, iar [ea sau tu] îl va/vei numi Immanuel." 

## Perspectiva evreiască

### Traduceri
Următorul tabel prezintă traducerile în limba engleză ale acestui verset din câteva surse evreiești acceptate pe larg:
| Sursa                                 | Traducerea | Note |
| ------------------------------------- | --- | --- |
| ArtScroll Tanach, Stone Edition       | Therefore, my Lord Himself will give you a sign: Behold, the maiden will become pregnant and bear a son, and she will name him Immanuel.                       | Commentary: Either Isaiah’s (RASHI) or Ahaz’ (RADAQ) young wife will bear a son and, through prophetic inspiration, will give him the name Immanuel, which means "God is With Us," thus in effect prophesying that Judah will be saved from the threat of Rezin and Pekah. |
| The Jerusalem Bible, Koren Publishing | Therefore the Lord Himself shall give you a sign: Behold, the young woman is with child, and she will bear a son, and shall call his name 'Immanu-el'.         | |
| JPS Hebrew-English TANAKH             | Assuredly, my Lord will give you a sign of His own accord! Look, the young woman is with child and about to give birth to a son. Let her name him Immanuel.    | Comment on "Immanuel": Meaning "with us is God." |
| Judaica Press Tanach                  | Therefore, the Lord, of His own, shall give you a sign; behold, the young woman is with child, and she shall bear a son, and she shall call his name Immanuel. | Detailed commentary agrees with ArtScroll Tanach commentary |
| Soncino Press Tanach                  | Therefore the Lord himself shall give you a sign; Behold, the young woman is with child, and she will bear a son, and shall call his name Immanu-El.           | |

### Context
În capitolele 7-12 ale cărții lui Isaia, Isaia povestește războiul siro-efraimit. În sec. VIII î.e.n., Asiria era o mare putere regională. Națiunile mai mici ale Siriei (numite adesea Aram) și ale Regatului de Nord al lui Israel (numite adesea Efraim datorită tribului principal) au format o coaliție de apărare împotriva amenințării iminente. Ei fuseseră mai înainte națiuni tributare, în final decizând să se separe de ea. Regatul de Sud al lui Iuda era loial Asiriei și a refuzat să se alăture coaliției. În Iuda domnea regele Ahaz. În 753 î.e.n., Siria, sub domnia lui Rezin și Israelul, sub domnia lui Pekah, au încercat să-l înlăture pe Ahaz de la conducerea regatului său printr-o invazie. Iuda era pe cale de a fi învins și, conform cu 2 Cronici, a pierdut 120 000 de soldați într-o singură zi. Mulți conducători de seamă au fost omorâți, inclusiv fiul regelui. Mulți alții au fost luați ca sclavi. (Povestind aceeași bătălie Imparati 16:5 nu menționează pierderi și susține că Rezin și Pekah nu l-au putut învinge pe Ahaz.)
Ahaz regele Ierusalimului era asediat. Prin Isaia, Dumnezeu trimite un mesaj. Ahaz se codește să-l accepte, dar i se spune că va primi un semn. În continuare Isaia 7:10-17 spune:
Iar DOMNUL i-a vorbit din nou lui Ahaz, spunând:
11 יא  שְׁאַל-לְךָ אוֹת, מֵעִם יְהוָה אֱלֹהֶיךָ; הַעְמֵק שְׁאָלָה, אוֹ הַגְבֵּהַּ לְמָעְלָה.
'Cere un semn de la DOMNUL Dumnezeul tău: cere fie în adâncimi, fie în înălțimi.'
12 יב  וַיֹּאמֶר, אָחָז:  לֹא-אֶשְׁאַל וְלֹא-אֲנַסֶּה, אֶת-יְהוָה.
Dar Ahaz a zis: 'Eu nu îl voi cere și nici nu-l voi încerca pe DOMNUL.'
13 יג  וַיֹּאמֶר, שִׁמְעוּ-נָא בֵּית דָּוִד:  הַמְעַט מִכֶּם הַלְאוֹת אֲנָשִׁים, כִּי תַלְאוּ גַּם אֶת-אֱלֹהָי.  
Iar el a spus: 'Ascultă tu acum, o, casă a lui David: Este un lucru mărunt pentru voi oameni obosiți să-l obosiți și pe Dumnezeul meu?
יד  לָכֵן יִתֵּן אֲדֹנָי הוּא, לָכֶם--אוֹת:  הִנֵּה הָעַלְמָה, הָרָה וְיֹלֶדֶת בֵּן, וְקָרָאת שְׁמוֹ, עִמָּנוּ אֵל. 14
Prin urmare Domnul Însuși vă va da un semn: iată, adolescenta va concepe și va naște un fiu, pe care îl va numi Immanuel. (Traducerea literală a cuvintelor evreiești din original spune: "Prin urmare vă va-da vouă domnul-meu el [însuși] semn iată adolescenta va concepe (este gravidă) și-va naște fiu și-chema numele-lui immanuel.")
15 טו  חֶמְאָה וּדְבַשׁ, יֹאכֵל--לְדַעְתּוֹ מָאוֹס בָּרָע, וּבָחוֹר בַּטּוֹב.
El va mânca lapte închegat și miere, când va ști să refuze răul și să aleagă binele.
16 טז  כִּי בְּטֶרֶם יֵדַע הַנַּעַר, מָאֹס בָּרָע--וּבָחֹר בַּטּוֹב:  תֵּעָזֵב הָאֲדָמָה אֲשֶׁר אַתָּה קָץ, מִפְּנֵי שְׁנֵי מְלָכֶיהָ.
Da, înainte ca acest copil să știe să refuze răul și să aleagă binele, țara celor doi regi de care te temi va fi părăsită.
יז  יָבִיא יְהוָה עָלֶיךָ, וְעַל-עַמְּךָ וְעַל-בֵּית אָבִיךָ, יָמִים אֲשֶׁר לֹא-בָאוּ, לְמִיּוֹם סוּר-אֶפְרַיִם מֵעַל יְהוּדָה:  אֵת, מֶלֶךְ אַשּׁוּר.  {פ}  17
DOMNUL va aduce asupra ta și asupra poporului tău și asupra casei tatălui tău zile care n-au venit, de la ziua în care Efraim s-a depărtat de Iuda; chiar și regele Asiriei'.

### Nu este o profeție a lui Isus, nici a lui „Mesia”, nici a unei nașteri viitoare a unei virgine
Prin urmare evreii înțeleg că Dumnezeu a indicat că va trimite un „semn” în zilele regelui Ahaz (care trăia cu multe secole înainte de Isus). Isaia voia ca regele Ahaz să aștepte ca Dumnezeu să-i ofere sprijin în acest timp tulburat în loc de a face alianță cu Asiria.
Mai mult, evreii observă că nu există niciun indiciu că Immanuel va fi Mesia, oricare ar fi fost momentul nașterii sale.
Cuvintele ebraice originale din Isaia afirmă (transliterate): Hinneh ha-almah harah ve-yeldeth ben ve-karath shem-o immanuel. Cuvântul almah este parte a frazei ebraice ha-almah hara, însemnând „almah este gravidă.” Deoarece este folosit prezentul, s-a susținut adolescenta era deja gravidă, prin urmare nu era virgină. Ca atare, acest verset nu poate fi citat ca prezicere a viitorului. Tradiția evreiască n-a considerat prin urmare niciodată Isaia 7:14 drept profeție mesianică. Savanții evrei afirmă că asta este o greșeală de interpretare a creștinilor. Frederick Dale Bruner confirmă punctul lor de vedere.

### Înțelesul lui „almah’”
Savanții evrei afirmă că în ebraică este folosit cuvântul betulah în loc de almah în versetele în care se desemnează în mod clar o virgină (vezi Geneza 24:16, Exod 22:16-17, Levitic 21:14, și Deuteronom 22:13-21) plus că almah este tradus corect ca „adolescentă.”
Tradiția evreiască susține că „adolescenta” era de fapt nevasta lui Isaia și că nașterea copilului este înregistrată în Isaia 8:3, deși copilul nu este numit „Immanuel” ci „Maher-shalal-hash-baz”.
Ca un exemplu al modului în care este folosit cuvântul 'almah, în Proverbe 30:18-20:
18 Sunt trei lucruri care sunt prea minunate pentru mine, da, patru pe care nu le știu:
19 יט  דֶּרֶךְ הַנֶּשֶׁר, בַּשָּׁמַיִם--    דֶּרֶךְ נָחָשׁ, עֲלֵי-צוּר;
דֶּרֶךְ-אֳנִיָּה בְלֶב-יָם--    וְדֶרֶךְ גֶּבֶר בְּעַלְמָה
Calea vulturului în aer; calea șarpelui pe stâncă;
calea corăbiei în mijlocul mării; și calea unui bărbat cu o adolescentă.
20 כ  כֵּן, דֶּרֶךְ אִשָּׁה--    מְנָאָפֶת
אָכְלָה, וּמָחֲתָה פִיהָ;    וְאָמְרָה, לֹא-פָעַלְתִּי אָוֶן
Așa este și calea femeii adultere;
ea mănâncă, se șterge la gură și spune: 'N-am făcut nicio răutate.'
În acest context se susține: „calea unui bărbat cu o adolescentă,” [almah] nu pare să aibă conotație de virgină.
Apologeții creștini au susținut uneori că traducerea ca „virgină” în multe traduceri creștine ale lui Isaia 7:14 se justifică prin a arăta versiunea lui Isaia din Septuaginta, susținând că ea a fost tradusă de evrei, care au folosit cuvântul virgină deci trebuie că originalul era înțeles ca referindu-se la o virgină.
Acest argument are niște probleme: Una, în Scrisoarea lui Aristeas, care datează din secolul al II-lea î.e.n., afirmă că Septuaginta era o traducere a evreilor doar în ce privește Geneza, Exodul, Leviticul, Numerii și Deuteronomul. Flavius Josephus susține de asemenea că, cel puțin sub Ptolemeu Filadelful, numai Legea era tradusă, iar ceva asemănător este menționat în Talmud. Septuaginta a fost falsificată de către Biserică, iar Septuaginta de azi este în principal o traducere creștină a Bibliei ulterioară secolului al II-lea e.n., folosită de-a lungul istoriei în mod zelos de către biserică drept instrument apologetic indispensabil pentru a susține falsificările hristologice ale scripturilor evreiești.
Mai departe, cuvântul parthenos, care unii traducători creștini susțin că înseamnă virgină, fiind folosit de Septuaginta în secțiunea care conține Isaia 7:14, nu înseamnă virgină. Cei care adoptă această poziție apelează la modul în care parthenos este folosit în Geneza 34:3, în care Dina este numită parthenos chiar și după ce fusese violată. Cuvântul parthenos a ajuns abia mai târziu să însemne virgină, la origini el însemnând adolescentă.

#### Articolul din „ha-almah’”
Cuvântul „ha” este tradus de obicei cu articolul hotărât. Unii interpreți (de exemplu autorii New English Translation) cred însă că folosirea lui aici înseamnă că adolescenta era prezentă la conversație, și prin urmare redau „ha-almah’” ca „această tânără femeie”. Asta se poate referi fie la o membră a familiei regale fie la „profetesa” menționată în Isaia cap. 8.

#### Adjectivul „harah הָרָה” și momentul gravidității
Adjectivul „harah הָרָה” este folosit predicativ. Din perspectiva naratorului, savanții evrei susțin că aceasta se referă la o graviditate trecută, prezentă sau iminent viitoare. Ținând cont de acest lucru, traducerea lui Isaia 7:14 poate fi redată ca fie „adolescenta/această adolescentă este gravidă” sau „adolescenta/această adolescentă va fi în curând gravidă”.

#### Numele lui Immanuel
Verbul „karat קָרָאת” a fost considerat ca o formă arhaică a persoanei a treia feminin singular, fiind tradus ca „ea va numi”. Numele însuși, însemnând „Dumnezeu [este] cu noi”, iudeii afirmă că deși este nobil, el nu implică o natură divină a băiatului. Astfel de nume teoforice sunt comune în Biblia ebraică. Mai mult, Isus nu este numit niciodată Immanuel în Noul Testament.

## Perspectiva creștină
Viziunea iudaică este adesea contrazisă de către creștini și a fost un subiect de dispute între evrei și creștini de la formarea Bisericii moderne. Ieronim, în 383 e.n., scria în „Adversus Helvidium” că Helvidius a înțeles greșit tocmai acest subiect de confuzie dintre greacă și ebraică.
Interpretarea creștină a lui Immanuel din Isaia 7:14 se bazează pe următoarele scripturi aflate în Noul Testament creștin în care sunt descrise conceperea și nașterea lui Isus:

(Matei 1:20–23 KJV) Dar chiar când se gândea el la lucrurile acestea, iată, îngerul Domnului i-a apărut într-un vis spunându-i: Iosife, fiul lui David, nu te teme s-o iei pe Maria drept nevastă, căci ceea ce s-a conceput în ea este de la Duhul Sfânt.
(21) Iar ea va naște un fiu, și îl vei numi ISUS, pentru că el își va salva neamul din păcatele lor. 
(22) Toate acestea s-au petrecut pentru a împlini ce fusese prezis prin Domnul de către profet, spunând:
(23) Iată, o virgină va rămâne însărcinată și va naște un fiu, care se va chema Emmanuel, care tradus înseamnă, Dumnezeu cu noi.

În Septuaginta, traducerea grecească a Vechiului Testament din 200 î.e.n. sau chiar mai veche, folosită de primii creștini, Isaia 7:14 are cuvântul „virgină” (παρθενος - "parthenos") drept traducere grecească pentru „almah”:
7:14 δια τουτο δωσει κυριος αυτος υμιν σημειον ιδου η παρθενος εν γαστρι εξει και τεξεται υιον και καλεσεις το ονομα αυτου εμμανουηλ
Deoarece Matei a fost scris inițial în greacă, el mai mult ca sigur s-a referit la Septuaginta în locul versiunii ebraice sau masoretice a Vechiului Testament.
Bazându-se pe aceste scripturi mulți creștini cred că Isus Hristos este Immanuel cel profețit în Isaia 7:14 și că El este „Dumnezeu cu noi”. Mulți cred de asemenea că Isus s-a născut printr-o concepție imaculată și prin puterea Duhului Sfânt mai degrabă decât prin contact sexual.
Perspectiva catolică moderă, conform cu Catholic Encyclopedia, susține punctul de vedere că Luca Evanghelistul a folosit un document anterior care a fost scris în ebraică sau a fost inspirat de un text ebraic:

De fapt, istoria copilăriei așa cum se află în a treia Evanghelie [Luca] (1:5 până la 2:52) își trădează conținutul, limba și stilul ca fiind bazat pe o sursă iudeo-creștină. Întregul pasaj sună ca un capitol din Prima Carte a Macabeilor; obiceiurile evreiești, legile și particularitățile sunt introduse fără vreo altă explicație; „Magnificat”, „Benedictus” și „Nunc dimittis” sunt pline de idei naționale evreiești. În ce privește stilul și limba poveștii copilăriei, ambele sunt atât de puternic semite încât pasajul trebuie retradus în ebraică sau aramaică pentru a fi apreciat în mod corespunzător. Prin urmare tragem concluzia că sursa imediată a Sfântului Luca nu a fost o sursă orală ci una scrisă.

Unii savanți creștini se referă la evreiescul 'almah' (adolescentă nubilă) ca fiind soția regală a lui Ahaz și tânăra mamă a succesorului la tronul lui David, Ezechia. Conform acestei interpretări, profetul Isaia nu a înțeles cuvântul 'almah' în sensul din Noul Testament ci s-a referit la regina care în curând trebuia să conceapă și să nască un fiu. Pe de altă parte, din momentul profeției lui Natan, fiecare rege era purtătorul promisiunii întregi care nu se putea îndeplini în viitor fără a fi vorba de un trup real în timpul prezent. Cu fiecare nou rege se retrezea speranța că acest nou purtător al sângelui regal va realiza idealul domnitorului care va veni, Mesia. Din perspectiva profeției, prezentul și viitorul îndepărtat sunt reunite. Miracolul concepției imaculate in cel mai deplin sens al cuvântului nu este clar exprimat în profeția cu Immanuel. Conform acestei interpretări, Fecioara Maria este referită doar indirect prin figura acestei 'almah'. Biblia grecească (Septuaginta) a tradus 'almah' prin 'parthenos' (virgină), și astfel a pregătit pentru interpretarea ca „virgină” în sensul propriu-zis al cuvântului.

### Critica interpretării creștine
Cei care nu cred că acest pasaj ar fi o referință la nașterea lui Isus obiectează că de fapt numele lui Isus nu era „Immanuel”. Ei exprimă și alte obiecții:
1. Dacă creștinii pretind că imaculata concepție din Isaia 7:14 a fost împlinită de două ori, care a fost prima virgină care a făcut un băiețel în 732 î.e.n., dacă ei susțin că ha'almah poate însemna numai „virgină”? Susțin ei că Maria nu era prima și singura virgină care să conceapă și să nască un copil?
Răspunsul creștin: Intenția divină a lui Isaia 7:14 se referea la adevărata virginitate.... Interpretarea clară a lui Matei 1:22-23 ar trebui să explice orice ambiguitate s-ar putea afla în Isaia 7:14. Aceasta este ordinea corectă a exegezei creștine.
2. Ce înseamnă „untul și mierea”?
Răspunsul creștin: Untul sau mai degrabă laptele închegat, acru, care este bun în căldura Orientului (Iov 20:17). Doctorii instruiau ca prima mâncare oferită unui copil să fie mierea, următoarea fiind laptele [Barnabas, Epistolă]. Horsley spune că aceasta redă umanitatea deplină a lui Immanuel Isus Hristos, care era hrănit ca oricare alt copil (Luca 2:52). Isaia 7:22 arată că pe lângă faptul că laptele și mierea sunt cele mai bune pentru copii, o stare de neliniște a locuitorilor este de asemenea descrisă, când, datorită invadatorilor, laptele și mierea, care sunt lucruri produse spontan, erau singurele alimente disponibile [Maurer].
3. De ce se spune despre Isus, care era fără păcat încă de la naștere în accepțiunea creștină tradițională, că el trebuia să învețe să refuze răul și să aleagă binele (Isaia 7:15-16)?
4. La ce vârstă s-a maturizat copilul Isus?
5. Care dintre cele două regate a fost părăsit in timpul vieții lui Isus (Isaia 7:16)?
6. Cine înspăimânta regatul lui Israel în primul secol î.e.n., dacă nu a existat regat al lui Israel din sec. VII î.e.n.?
7. Când a mâncat Isus smântână și miere? 
„Nașterea de către o virgină” se găsește doar în Evanghelia după Matei și Evanghelia după Luca - nu este menționată în Evanghelia după Marcu, nici în Evanghelia după Ioan, care îl prezintă pe Iosif drept tatăl lui Isus, nici de către Pavel, care afirmă că Isus era „născut din femeie” fără a menționa că femeia ar fi fost virgină.

## Alte limbi contemporane
Tratând folosirea contemporană înafara limbii române, alte limbi moderne pot avea diferite aspecte referitoare la cuvintele folosite în traducerile Bibliei, sau pot chiar avea cuvinte care se folosesc atât pentru „adolescentă” cât și pentru „virgină”, la fel ca și cuvântul ebraic „almah”. Un exemplu din limba engleză este „maiden”, folosit în societatea britanică dinaintea celei contemporane, care era mai conservatoare decât cea de azi, în care vârsta timpurie a unei femei implica și virginitatea ei. Cuvinte ca acestea au devenit arhaice în societatea contemporană, conducând astfel la problemele moderne în interpretarea cuvântului „almah”.
Drept exemplu notabil este textul din Biblia lui Luther care folosește cuvântul german „Jungfrau”, care este compus în mod literal din cuvintele „tânără” și „femeie”, deși se obișnuiește să fie folosit pentru „virgină”. Această ambiguitate rezultă într-o interpretare similară textului original ebraic al lui Jesaja (Isaia) 7:14.  „Darum wird euch der HERR selbst ein Zeichen geben: Siehe, eine Jungfrau ist schwanger und wird einen Sohn gebären, den wird sie nennen Immanuel.” în limba română: „Din acest motiv, DOMNUL însuși vă va da vouă un semn: Iată, virgina/adolescenta este gravidă și va naște un fiu, pe care ea îl va numi Immanuel.”

## Interpretări seculare
Conform lui Howard Clarke, cei mai mulți cercetători seculari ai Bibliei, împreună cu cercetătorii evrei și unii cercetători creștini interpretează acest verset din Isaia ca referindu-se în mod explicit la un fiu al regelui iudeu Ahaz (cca. 735-15) mai degrabă decât la mama lui Mesia, așa cum înțelege Matei, atunci când versetul este citit în contextul capitolului 7 din Isaia.